# Зашевенье
Зашевенье — деревня в Себежском районе Псковской области России. Входит в состав Красноармейской волости.

## География
Находится на юго-западе региона, в восточной части района, в пределах Прибалтийской низменности, в зоне хвойно-широколиственных лесов, на восточном берегу озера берегу озера Шевино, к северу от автодороги 58К-489.

## История
В 1941—1944 гг. местность находилась под фашистской оккупацией войсками Гитлеровской Германии.

## Население
| 2001 | 2002 | 2010 |
| ---- | ---- | ---- |
| 10   | ↗12  | ↘1   |

### Национальный состав
Согласно результатам переписи 2002 года, в национальной структуре населения русские составляли 100 % от общей численности в 12 чел., из них 4 мужчины, 8 женщин.

## Инфраструктура
Личное подсобное хозяйство.
Основа экономики — сельское хозяйство.

## Транспорт
Деревня доступна автотранспортом.
Автомобильная дорога общего пользования местного значения «От а/д Идрица — Пустошка до дер. Зашевенье» (идентификационный номер 58-254-830 ОП МП 58Н-102), протяженностью в 3,5 км.
К юго-западу от деревни, примерно в 5 км, расположена железнодорожная станция Нащёкино Октябрьской железной дороги. По состоянию на октябрь 2020 года по станции отсутствует движение пассажирских и пригородных поездов.